# SIMA-SIMAGENA
Die landwirtschaftliche Fachmesse SIMA – SIMAGENA (Salon International du Machinisme Agricole, Salon International de l'élevage, du Matériel et de la Génétique Agricole) findet im zweijährlichen Rhythmus im Frühjahr bei Paris auf dem Messegelände Paris–Nord Villepinte (früher auf dem Messegelände Paris Porte de Versailles) statt. Sie ist das französische Pendant zu den Messen Agritechnica und EuroTier in Deutschland.
Einen ähnlichen Namen wie die SIMA trägt die Landwirtschaftsmesse Salon international de l’agriculture (SIA). Sie findet jährlich und ebenfalls in Paris statt, richtet sich jedoch an ein breiteres Publikum. Im Jahr 2011 wurde die SIMA von rund 210.000 Personen besucht. Im Jahr 2022 waren es rund 153.000 Besucher und 1.000 Aussteller.

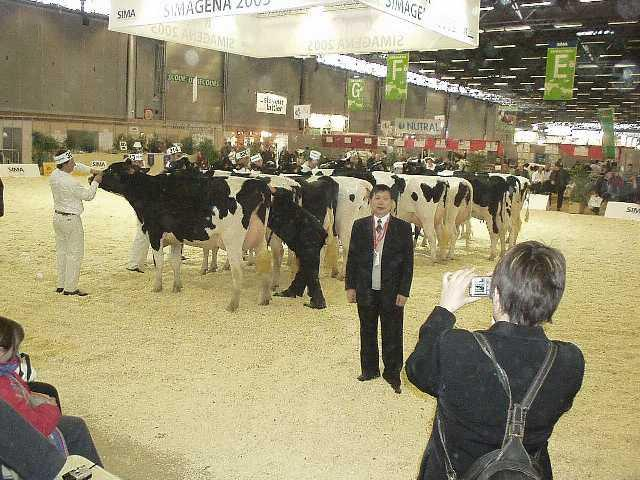
Tierprämierung SIMAGENA 2005

## Messeschwerpunkte
Hauptthemen der SIMA sind unter anderem:
- EDV für Landwirtschaft
- Landtechnik (gesamte Palette inkl. Weinbautechnik)
- Ressourcenmanagement Wasser
- Technik für Landeskultur, Forsten
- Erneuerbare Energien (seit 2005)
- Gemüse- und Feldanbau
- Tierzucht, Tierhaltung
- Tierhaltungstechnik, Melktechnik

## Anfahrt
Das Messegelände ist zu erreichen:

### ÖPNV
- vom nächstgelegenen Flughafen Paris-Charles de Gaulle
  - mit Bus und Bahn (1× Umsteigen)  oder
  - mit dem TGV (Station Roissy) und RER B Richtung St. Remy les-Ch. bis Station Parc des Expositions,
- vom Flughafen Orly mit dem Metro Shuttle (OrlyVal) bis Antony, von da mit RER B Richtung Roissy / Paris CDG, bis Station Parc des Expositions
- aus Paris mit dem RER B Richtung Roissy / Paris CDG

### PKW
- von Norden über die Autobahnen 1 oder 3 und 104 (Richtung Soissons), Wegweiser Parc des Expositions,
- von Süden über die Autobahnen 86 oder 6 (Richtung Paris) und dann über die A1 zum Parc des Expositions.